# 修士
修士（しゅうし、英語: Master's degree）とは大学院における修士課程もしくは博士課程の前期課程を修了することで得られる学位である。
英語圏ではmaster、ドイツ語圏ではマギスターまたはマギステル (Magister)、中華人民共和国や台湾（中華民国）、大韓民国等では碩士などとも称する。
同等学位を複数保有することをダブルディグリーというが、修士号を2つ保有することをダブルマスターという。個人が2つの修士課程を修了してダブルマスターとなる場合や、大学院等で協定校の学位を同時取得できるダブルマスタープログラム（ダブルディグリープログラムとも）を修了してなる場合がある。
| 分類 | 分類         | 区分                                | 区分                                | 授与を行う標準的な課程                                                  | 授与を行う標準的な課程                                                  |
| ---- | ------------ | ----------------------------------- | ----------------------------------- | ----------------------------------------------------------------------- | ----------------------------------------------------------------------- |
| 称号 | 称号         | 準学士                              | 準学士                              | 高等専門学校の本科                                                      | 高等専門学校の本科                                                      |
| 称号 | 称号         | 高度専門士                          | 高度専門士                          | 専修学校の専門課程（専門学校）のうち、 4年制の学科                      | 専修学校の専門課程（専門学校）のうち、 4年制の学科                      |
| 称号 | 称号         | 専門士                              | 専門士                              | 専修学校の専門課程（専門学校）のうち、 2〜3年制の学科                   | 専修学校の専門課程（専門学校）のうち、 2〜3年制の学科                   |
| 学位 | （下記以外） | 博士                                | 博士                                | 大学院の博士課程 特定の省庁大学校の課程                                 | 大学院の博士課程 特定の省庁大学校の課程                                 |
| 学位 | （下記以外） | 修士                                | 修士                                | 大学院の修士課程 特定の省庁大学校の課程                                 | 大学院の修士課程 特定の省庁大学校の課程                                 |
| 学位 | （下記以外） | 学士                                | 学士                                | 大学の学部 短期大学の専攻科 高等専門学校の専攻科 特定の省庁大学校の課程 | 大学の学部 短期大学の専攻科 高等専門学校の専攻科 特定の省庁大学校の課程 |
| 学位 | （下記以外） | 短期大学士                          | 短期大学士                          | 短期大学の本科                                                          | 短期大学の本科                                                          |
| 学位 | 専門職学位   | 修士（専門職） （○○修士（専門職）） | 修士（専門職） （○○修士（専門職）） | 大学院の専門職学位課程 （専門職大学院）                                 | （法科・教職以外）                                                      |
| 学位 | 専門職学位   | 法務博士（専門職）                  | 法務博士（専門職）                  | 大学院の専門職学位課程 （専門職大学院）                                 | 法科大学院                                                              |
| 学位 | 専門職学位   | 教職修士（専門職）                  | 教職修士（専門職）                  | 大学院の専門職学位課程 （専門職大学院）                                 | 教職大学院                                                              |
| 学位 | 専門職学位   | 学士 （専門職）                     | ○○学士（専門職）                    | 専門職大学                                                              | 専門職大学                                                              |
| 学位 | 専門職学位   | 学士 （専門職）                     | 学士（○○専門職）                    | 大学の学部の専門職学科                                                  | 大学の学部の専門職学科                                                  |
| 学位 | 専門職学位   | 短期大学士 （専門職）               | ○○短期大学士（専門職）              | 専門職大学の前期課程 専門職短期大学                                     | 専門職大学の前期課程 専門職短期大学                                     |
| 学位 | 専門職学位   | 短期大学士 （専門職）               | 短期大学士（○○専門職）              | 短期大学の専門職学科                                                    | 短期大学の専門職学科                                                    |

## 学位の種類
- 文学系 - M.A. (Master of Arts)
- 理学系 - MS または MSc (Master of Science)
- リサーチ系 - MRes (Master of Research)
- 哲学系 - MPhil (Master of Philosophy)
- 科学系 - PSE (Professional of Science Master)
- 法学系 - LL.M. (Master of Laws)
- 医学系 - M.P.A.S (Master of Physician Assistant Studies)
- 医科学系 - MMSc (Master of Medical Science)
- 公共政策系 - MPP (Master of Public Policy)
- 社会科学系 - MSSc (Master of Social Science)
- 薬学系 - MPharm (Master of Pharmacy)
- 公共経営系 - MPM (Master of Public Management)
- 看護学系 - MNS (Master of Nursing Science)
- 保健学系 - MHS または MHSc (Master of Health Science)
- 経済系 - MEcc (Master of Economics)
- 工学系 - ME または MEng (Master of Engineering)
- 造園系 - MLA (Master of Landscape Architecture)
- 経営系 - MBA (Master of Business Administration)
- 技術経営系 - MOT (Master of Management of Technology)
- 教育系 - M.ed. (Master of Education)
- 公衆衛生学系 - MPH (Master of Public Health)
- 芸術系 - M.F.A. (Master of Fine Arts)
- 情報技術系 - MBIT (Master of Business information technology)
- 社会福祉系 - M.S.W. (Master of Social Work)
- 音楽系 - M.M. (Master of Music)

## 日本の修士
日本では、修士の学位は、学校教育法（昭和22年法律第26号）の第104条第3項に「修士の学位」として、大学院を修了した者に博士または修士の学位が授与される旨が規定され、さらに、学位規則第3条第1項において、大学院修士課程を修了した者に修士の学位を授与することが規定されている。また、同規則第6条第2項において大学及び大学院に相当する教育を修了し独立行政法人大学改革支援・学位授与機構による審査を合格した者に対して、同機構より修士の学位を授与することが規定されている。
現行では大学院の修士課程や博士前期課程を修了、一貫制博士課程を修士学位取得退学することなどによって授与されている。なお、高度専門職業人育成を目的として創設された専門職大学院修了者に対して授与される専門職学位においても、専攻名の下に「修士（専門職）」という学位が授与されるが、便宜的に同じ名称が用いられているに過ぎず、通常の修士号とは概念及び趣旨が異なる。
日本国内においては、その学制上、医学部医学科・歯学部歯学科・農学部獣医学科・薬学部薬学科の6年制学部を修了した場合、授与される学位は学士であるが、大学院へ進学する場合、4年制博士課程へ直接進学できる措置がとられている。ただし、修士の学位は授与されていないので、博士課程後期課程へ進学を希望する場合については個別の資格審査によって修士に同等と認められることが必要となる。

### 修士号の意義
修士の学位は、主に博士課程を受験する際の基礎的な要件であるとともに、シンクタンク研究員や医療製薬関係の分野や理工系の分野での需要が多い。また、国際公務員の応募資格は、応募するポストと関連する分野での修士号以上の学位があることが求められることがある。資格・免許では、臨床心理士の受験資格として心理学の修士の学位が必須であり、教員免許状の専修免許状の授与を受ける際にも「修士の学位を有すること」が基礎資格になっている。
最近では、文部科学省が高度専門職業人の社会的充実を急務としていること、生涯学習に対する社会の関心が高まっていることなどから、大学院に進学する人口が拡大し、修士の学位取得者がより増えることが想定されている。このような背景もあり、今日では社会人学生の受け入れを想定した社会人大学院というものも増加しつつある。
また、修士の学位は文部科学省の定める専修学校設置基準にて専修学校専門課程教員資格としても認められている。また、自衛隊では幹部候補生試験に合格した者で通常は3尉に補せられるところを、修士の学位を有する者は2尉に補せられる院卒者試験を受験できるといった優遇を受けられる機関もある。
修士の学位を有する者が増加していくことは、日本の研究人口が増加することであり高等教育水準の向上によりあらゆる効果が期待される。修士号の英語圏表記である「Master」の頭文字を取り、「M」と大学院修士課程の学生のことを呼ぶことがある。また、学年と合わせてM1、M2などと呼ぶこともある。

### その他
富山県立大学では、大学院の研究生を対象に地域活性化への貢献をテーマとして「準修士コース」を設定し、修了生に「準修士」という独自の称号を授与している。この称号を受けた者は、同大学の大学院修士課程に進学した場合、在学年限および単位認定において、準修士コースの単位をそのまま認定される。

## 各国の制度

### 欧州連合
ヨーロッパ修士とは、欧州委員会により進められる欧州連合の高等教育留学制度「エラスムス計画」で主に使用される修士号。単位の計算には、European Credit Transfer System (ECTS)、成績評価には、ECTS grading scaleが使用される。

### オーストラリア
オーストラリアにおける修士号 (Master degree) は、オーストラリア教育訓練省の定める豪州資格フレームワーク (AQF) においてレベル9とされる。
なお、準修士とも訳される、グラデュエート・ディプロマ (Graduate diploma)、グラデュエート・サーティフィケート (Graduate certificate) は AQFレベル8と定義されている。

### イギリス
イギリスでは修士レベルの学位には、修士学位 (Master degree)、ポストグラデュエート・サーティフィケート、ポストグラデュエート・ディプロマが存在する。これらは資格単位フレームワーク（QCF）においてレベル7である。

### ドイツ
ドイツでは、修士号はドイツ資格フレームワーク (DQF) においてレベル7である。
- 法学マギスター

### フランス
フランスでは、修士号は国家資格フレームワーク (NQF) においてレベルIである。

### 中華人民共和国
中国では修士に当たる学位は碩士（Master）という。学術碩士と専門碩士という二分類があり、前者は研究を基本とし、論文作成が必須要件となる。後者は職業の専門家を養成するのが目的で、日本の専門職大学院とは似ていて、論文作成が不要なコースもある。それ以外に、経営碩士（MBA）、法律碩士（司法試験受験資格あり）など専門に特化した碩士もある。